# Alternative Liste Österreichs
Die Alternative Liste Österreichs (ALÖ), teilweise auch unter der Schreibweise Alternative Liste Österreich (1982–1986), war die Organisation, aus deren Mitgliedern sich die Bürgerinitiative Parlament (BIP) speiste, die Freda Meissner-Blau bei der Präsidentschaftswahl 1986 unterstützte. Sie war neben der VGÖ eine der beiden Vertragsorganisationen der Wahlliste Die Grüne Alternative – Liste Freda Meissner-Blau für die Wahl von 1986 zum österreichischen Nationalrat, aus der die eigenständige Partei Die Grünen – Die Grüne Alternative entstand.

## Geschichte
Die Alternative Liste Österreichs gründete sich im Herbst 1982 als Sammelbewegung überwiegend junger, linker, basisdemokratischer Aktivisten und formierte sich aus Personen aus der Anti-AKW-, Dritte Welt-, Friedens- und Frauenbewegung sowie studentischen Linken wie der Gruppe Revolutionäre Marxisten.
Die Ursprünge der ALÖ liegen in Bewegungen wie dem linken Forum Alternativ, das 1979 parallel zu einer UNO-Tagung eine Konferenz abhielt und auf der Jesuitenwiese im Prater ein Öko-Dorf errichtete. In Wien gründete sich schließlich die Kommunalpolitische Initiative, die das Forum Alternativ, Bürgerinitiativen und Anti-AKW-Gruppen umfasste. Gleichzeitig wurde in Graz die dezentrale geschaffen. Als Urheber der ALÖ gelten Die Grazer Alternativen, wo Peter Pritz mit seinen „Skizzen der Alternativbewegung“ bereits 1980 den theoretischen Unterbau für eine grüne Sammelbewegung legte. Am 21. März 1982 wurde schließlich bei einem Alternativtreffen in Oftering (OÖ), das als eines der Nachfolgetreffen des Ersten Gesamtösterreichische Alternativentreffens (Graz 1978) stattfand, der Beschluss gefasst, 1983 bei den Nationalratswahlen als Alternative Liste anzutreten. Der Grazer Erich Kitzmüller verfasste daraufhin das erste programmatische Papier der Gruppe, des Weiteren wurde noch im Herbst 1982 unter der Federführung der Grazer Gruppe die erste Landesorganisation der ALÖ gegründet.
Am 5. November 1982 fand schließlich die Gründungsversammlung der ALÖ in den Grazer Minoritensälen statt. Anstatt eines Parteivorstands wurde für die ALÖ eine Sprechergruppe eingesetzt. Nur die Landesgruppen erhielten einen eigenen Sprecher. Des Weiteren wurde jedes „Promiwesen“ abgelehnt, Wahlplakate sollten ohne Namen oder Fotos von Personen erscheinen. Die Alternative Liste Wien (ALW) stand vom Beginn abseits der Bundesliste. Intern bestand die ALW aus Trotzkisten, ehemaligen Anhängern der KPÖ, linken Gewerkschaftern und Ökofundamentalisten. Gleichzeitig wurde intern eine Kandidatur bei den Nationalratswahlen abgelehnt, weil aus Sicht der ALW die ALÖ zu fest in der Hand der Grazer Aktivisten war und als zu bürgerlich abgelehnt wurde. Trotz engagierter Basisarbeit erreichte die ALÖ bei den Nationalratswahlen 1983 nur 65.816 Stimmen und lag mit 1,36 % deutlich hinter den VGÖ. Als Folge verlor die ALÖ massiv an Bedeutung. 1984 wurden mit Ali Gronner, Andreas Wabl und Doris Eisenriegler erstmals drei Parteisprecher gewählt, die jedoch dem Bedeutungsverlust der ALÖ nicht entgegenwirken konnten. Bündnisse mit den VGÖ in verschiedenen Bundesländern führten nicht zum Erfolg. Nur in Vorarlberg gelang der vereinigten Grünbewegung im Oktober 1984 unter Kaspanaze Simma mit 13 % der Wählerstimmen ein überraschender Wahlerfolg.
War der Kampf gegen das Kraftwerk Hainburg ein wichtiger Motivator der Grünbewegung, so konnte sich weder die ALÖ noch die VGÖ den Erfolg auf ihre Fahnen heften. Keine der beiden Parteien hatte in Hainburg eine aktive Rolle gespielt und auch im Anschluss gelang es den beiden Parteien nicht, die Meinungsführerschaft unter den grünen Strömungen an sich zu reißen. Die Öffnung der ALÖ und der Versuch eine grüne Sammelbewegung zu errichten, führte jedoch zu einem Zerfall der ALÖ in zwei konkurrierende Flügel. Da eine geeinte grüne Partei nicht in Sicht war, konstruierten Günther Nenning, Gerhard Heilingbrunner und der Anwalt Michael Mayrhofer die Grundzüge einer Parlamentsliste. Der gemäßigte Teil der ALÖ sammelte sich in der Bürgerinitiative Parlament (BIP), deren erstes Treffen am 26. Oktober 1985 in Salzburg stattfand. Dem Leitungsgremium (Initiativausschuss) gehörten Kaspanaze Simma, Andreas Wabl, Doris Pollet-Kammerlander, Michael Mayrhofer, Gerhard Heilingbrunner, Pius Strobl und Johannes Voggenhuber an. Im Plenum befanden sich unter anderem Erich Kitzmüller, Freda Meissner-Blau, Robert Jungk und Christoph Chorherr. Immer mehr Grün-Gruppen drängten in die BIP. Als Gegenmodell zur BIP gründete sich am 12. Februar 1986 die Grün-Alternative Sammlung (GRAS), in der sich vor allem Vertreter des linken (Wiener) Flügels der ALÖ wiederfanden.
Als 1986 Franz Vranitzky nach dem Sturz Stegers durch Jörg Haider die Koalition aufgekündigt hatte, wurden die für 1987 geplanten Nationalratswahlen auf den 23. Oktober 1986 vorverlegt. Die grünen Gruppierungen kamen nun unter Zugzwang, eine gemeinsame Liste für die Nationalratswahlen zusammenzustellen. Unter Führung von Freda Meissner-Blau wurde Die Grüne Alternative – Liste Freda Meissner-Blau angemeldet und mit den beteiligten Gruppierungen ein Grundsatzvertrag abgeschlossen. Die Listenerstellung sollte unter Beteiligung aller lokalen Grüngruppen erfolgen. Auf der Wiener Landesversammlung am 4. Oktober 1986 wurde die dem linken ALW-Flügel nahestehende Historikerin Andrea Komlosy mit 222 zu 150 Stimmen gegen Freda Meissner-Blau gewählt. Da das Ergebnis von Freda Meissner-Blau nicht anerkannt wurde, trat die Mehrheit der GRAS bei den Nationalratswahlen unter der Bezeichnung Die Grünalternativen – Demokratische Liste (GAL) an, scheiterte jedoch mit 6005 Stimmen. Der Wahlerfolg, den Die Grüne Alternative – Liste Freda Meissner-Blau bei den Nationalratswahlen 1986 einfuhr, führte letztlich zur Gründung der Grünen Alternative. Zahlreiche Mitglieder der ALÖ fanden hier eine neue politische Heimat, viele politische Aktivisten der ALW haben das als Verletzung ihres Grundprinzips, dass es kein Promiwesen geben soll, nicht anerkennen können und haben sich von der politischen Arbeit zurückgezogen.

## Wahlprogramm der ALÖ
Das erste Wahlprogramm der ALÖ wurde von Erich Kitzmüller verfasst. Die ALÖ verstand sich als linksalternative Bewegung, die sich den Grundprinzipien ökologisch, solidarisch, basisdemokratisch und gewaltfrei verpflichtete. Die ALÖ trat für die Abschaffung des Bundesheeres ein und forderte die Einführung von Mindest- sowie Höchsteinkommen. Gleichzeitig trat die ALÖ für den „aktiven Widerstand gegen umwelt- und lebensbedrohende Aggressionen“ ein. Das Rotationsprinzip sollte gleichzeitig verhindern, dass Personen längere Zeit höhere Funktionen innehätten.

## Wahlergebnisse

### Nationalratswahlen
- Nationalratswahl 1983 1,4 %
- Nationalratswahl 1986 0,1 % (Als „Die Grünalternativen – Demokratische Liste“, nur in Wien kandidiert)

### Landtags- und Gemeinderatswahlen
- Grazer Gemeinderatswahlen 1983 7,04 % (als Alternative Liste Graz, ALG)[2]
- Wiener Gemeinderatswahlen 1983 2,50 % (als Alternative Liste Wien, ALW)[3]